# Ultimate Nick Fury
General Nicholas Joseph "Nick" Fury es un personaje ficticio perteneciente al universo Ultimate Marvel. Se trata de una reinterpretación del personaje Nick Fury clásico, en el que una de las principales diferencias es que el original es un coronel blanco estadounidense, con el pelo castaño canoso, mientras que el Fury del universo Ultimate es un general afroamericano, con la cabeza rapada, muy similar al actor Samuel L. Jackson, ya que incluso contaron con su consentimiento. Jackson apareció caracterizado como Nick Fury en la escena posterior a los créditos de Iron Man y como personaje principal en la segunda parte. Fury goza de gran importancia en el universo Ultimate, habiendo aparecido en varios de los cómics. Debutó en Ultimate Marvel Team-Up, y más tarde tuvo apariciones en Ultimate X-Men y Ultimate Spider-Man. Finalmente consiguió un papel regular como General de S.H.I.E.L.D. y líder de los Ultimates, en la reinterpretación de Los Vengadores, The Ultimates

## Biografía
Los detalles sobre los primeros años de su vida son superficiales y contradictorios. Se ha dicho que fue un niño huérfano, que su madre sigue con vida, que se graduó de la universidad en la India hace menos de una década y que personalmente contribuyó al final de la Guerra Fría. A pesar de esto, su estatus como héroe de guerra es generalmente considerado incuestionable, a pesar de que en ocasiones trata de ocultar su pasado. Fury ha dicho que está preparado para morir desde que tenía 18 años, pero qué sucedió después y cómo afectó su vida, sigue siendo un misterio.
Nick Fury participó en la Segunda Guerra Mundial, en el bando aliado. Durante la Batalla de Sicilia, fue arrestado por la policía militar por saquear una casa junto al soldado Fisk y el paracaidista canadiense Howllet. Fue encarcelado en un lugar desconocido, junto a otros hombres de color, y participó, sin su consentimiento, en el Proyecto Renacimiento, cuyo objetivo era crear el Súper Soldado definitivo. Gracias a sus características sanguíneas, era la opción ideal. Fue inyectado con el suero, el cual le proporcionó un aumento de fuerza y longevidad. Asqueado por el trato que recibían, utilizó sus nuevas habilidades para liberar otros prisioneros y escapar.
Tras pasar varios años en India, estudiando, se alistó en el ejército estadounidense, en aras de limpiar su pasado. Participó en varios conflictos, como la guerra de Kosovo. Comenzó entonces a trabajar junto a Ojo de Halcón en el desarrollo de SHIELD, a pesar de que la dirección recayó en su oficial al mando, el general Thunderbolt Ross. Más tarde, fue asignado al programa Arma-X y le encargaron transportar una caja de adamantium durante la guerra del Golfo. Dicha caja contenía el cuerpo de Wolverine. Tras una emboscada en la que Fury resultó herido, la caja se abrió y Wolverine escapó, matando a los guerrilleros. Tras unos instantes de dudas, finalmente llevó el cuerpo de Fury al campo base, salvando su vida pero volviendo a ser encarcelado. Con esta acción se creó un lazo de fraternidad entre ambos. Tras su rápida curación, el General Ross, líder de SHIELD, se encaró con él, asegurándole que realizaría una exhaustiva investigación sobre su desconocido pasado. Poco después, y gracias a sus meritorias acciones y tras la renuncia de Ross por su ineptitud para tratar el asunto mutante, es ascendido a Coronel y líder de SHIELD.
Fury fue enviado a Delhi, India, para investigar presuntas violaciones a los tratados de pruebas en superhumanos. Descubrió un proyecto importante que involucraba replicación de ADN mutante, pero fue capturado por operarios enemigos. En su camino a Nepal, donde los secretos internacionales que tenía serían subastados, Fury fue rescatado por los X-Men, por aquel entonces operarios de Arma X. El proyecto Arma-X era una iniciativa estadounidense orquestada por John Wraith, con el permiso del General Ross, en la que se experimentaba con los mutantes de manera vejatoria, y se les utilizaba en operaciones militares. 
Wolverine fue uno de los pocos que pudo escapar, y después de escuchar un mensaje suyo, Fury lideró una invasión de S.H.I.E.L.D. a las instalaciones de Arma X; destruyó sus operaciones inhumanas y ejecutó en persona a Wraith. Tras la operación, Fury estableció buenas relaciones con los X-Men y reclutó a Quicksilver y la Bruja Escarlata, líderes de la Hermandad de mutantes, como operarios gubernamentales encubiertos.
Como jefe de SHIELD, reactivó el proyecto Renacimiento para la creación de un Súper Soldado, tratando de igualar el éxito conseguido con el Capitán América y consigo mismo, a pesar de que nadie conociera su condición de meta humano. Para ello, contrató a un grupo de científicos (Richard Parker, Bruce Banner, Hank Pym y Franklin Storm) y les donó parte de su sangre (sin que ellos supieran que era suya) para que experimentaran con ella. El proyecto fue un fracaso, y Bruce Banner se convirtió en Hulk, destrozando el laboratorio y acabando con la vida de Richard Parker y su esposa, dejando al hijo, Peter Parker, huérfano. Este fue el primer contacto con quien más tarde se convertiría en Spider-Man. Este fracaso le llevó a pedir la ayuda de empresas externas, como Oscorp y H.A.M.M.E.R. El trato poco ético de Norman Osborn hizo que cortara lazos con su empresa, ganándose su odio.
Con la reaparición de Steve Rogers congelado en el Océano Ártico, Fury creó el grupo de operaciones Ultimates. El grupo estaba formado por el propio Capitán América, Iron Man, Giant Man, La Avispa y Thor, con él como líder de operaciones. También contaban con un grupo de operaciones secreto, los Black Ops, en el que estaban Ojo de Halcón, la Viuda Negra, Pietro y Wanda Maximoff.